# Berzo Demo
Berzo Demo is een gemeente in de Italiaanse provincie Brescia (regio Lombardije) en telt 1830 inwoners (31-12-2004). De oppervlakte bedraagt 16,0 km², de bevolkingsdichtheid is 123 inwoners per km².

## Demografie
Berzo Demo telt ongeveer 704 huishoudens. Het aantal inwoners daalde in de periode 1991-2001 met 1,1% volgens cijfers uit de tienjaarlijkse volkstellingen van ISTAT.
| Jaar | Inwoneraantal |
| ---- | ------------- |
| 1991 | 1867          |
| 2001 | 1847          |

## Geografie
Berzo Demo grenst aan de volgende gemeenten: Cedegolo, Cevo, Malonno, Paisco Loveno, Sellero, Sonico.